# Salvezines
Salvezines är en kommun i departementet Aude i regionen Occitanien  i södra Frankrike. Kommunen ligger  i kantonen Axat som ligger i arrondissementet Limoux. År 2022 hade Salvezines 70 invånare.

## Befolkningsutveckling
Antalet invånare i kommunen Salvezines
Referens: INSEE